# Francis Chigot
Pour les articles homonymes, voir Chigot.
Francis Chigot est un maître-verrier et peintre de vitraux français né le 13 octobre 1879 à Limoges, ville où il est mort le 17 mai 1960. À la tête de son atelier, Francis Chigot peut être présenté comme le premier verrier limousin dont la notoriété dépasse les limites de ce territoire. Actif des années 1900 à sa mort en 1960, il laisse une œuvre considérable dans toute la France, et dans plusieurs autres pays, notamment en Amérique du Nord. Son style le rattache notamment à l'Art nouveau, à la période de la Reconstruction, puis à l'Art déco.

## Biographie

### Origines familiales
Francis Chigot est issu d'une famille limousine. Son père, Léonard, est peintre en bâtiment et décorateur, né en 1841 à Saint-Léonard-de-Noblat. Sa mère, Anne Jourde, née en 1848, est issue de parents établis à Aureil. Ses parents se marient en Haute-Vienne, mais résident un temps à Paris, dont ils reviennent après la guerre de 1870. Ils s'installent à Limoges, rue du Consulat, où naissent deux filles, puis Francis, le 13 octobre 1879. Ce dernier grandit dans l'appartement surplombant l'atelier de peinture de son père, situé rue de la Courtine, dans le centre-ville de Limoges.

### Formation et débuts professionnels
Francis Chigot est élève au lycée Gay-Lussac de Limoges. En parallèle, il s'intéresse aux arts, et suit les cours du soir de l'École nationale d'art décoratif de Limoges, où il découvre probablement le vitrail, sensibilisé par le peintre Charles Bichet et encouragé par le directeur Auguste Louvrier de Lajolais. Diplômé de l'ÉNAD en 1898, Francis Chigot bénéficie d'une bourse pour poursuivre sa formation à l'École nationale supérieure des arts décoratifs de Paris, mais ne réside dans la capitale que de façon aléatoire.
En 1903, il embrasse le métier de peintre décorateur de son père, mort brutalement, et se fixe durablement à Limoges. Dès 1907, Francis Chigot spécialise son atelier dans le travail du verre, déjà expérimenté du vivant de Léonard, et ouvre un atelier en annexe, rue Montmailler. Les premiers marchés de l'atelier connus dans ce domaine concernent des restaurations de vitraux d'églises de la région, mais rapidement s'étendent aux particuliers. Ces premières réalisations s'inscrivent dans les dernières années de l'Art nouveau. À la fin des années 1900, Chigot déploie une grande palette de compétences et propose une grande diversité de verres, même si sa clientèle demeure attachée aux productions conformistes de style Louis XVI, à son regret. Il obtient aussi sa première grosse commande par le biais de l'architecte Henri Geay, à savoir le chantier de la chambre de commerce d'Angoulême, en 1908.

### Années 1910
Francis Chigot commence à travailler pour les monuments historiques en 1917.
Les premiers membres de l'atelier sont Eugène Larié, peintre sur verre, Marcellin Serre, coupeur et monteur, et Hippolyte Majorel, poseur. De 1907 à 1920, l'atelier est rejoint par Jean et Germain Serre, en 1919, pour le calibrage, la coupe de verre et le montage, et Deconchat et Bussière, monteurs poseurs.
En 1912, le dessinateur Pierre Parot (1894-1979) entre à l'atelier Chigot. Il y reste fidèle et en devient directeur artistique en 1919. D'autres cartonniers s'illustrent toutefois ponctuellement dans l'entreprise, comme l'émailleur limougeaud Léon Jouhaud (1874-1950).
Dès les premières années du XXe siècle, la réussite de l'atelier Chigot s'inscrit dans un renouveau de l'intérêt pour le vitrail constaté à partir du milieu du XIXe siècle. Son développement comble une offre lacunaire dans le Limousin, dont les chantiers étaient jusqu'alors assurés essentiellement par des entreprises auvergnates, notamment celles d'Étienne Thevenot (1797-1862), Émile Thibaud (1806-1896), Antoine Champrobert (1834–1905), Félix Gaudin (1851-1930) et Joseph Villiet (1823-1877), mais aussi des artistes originaires d'autres régions voisines comme le tourangeau Julien-Léopold Lobin (1814-1864), le bordelais Henri Feur (1837-1926) ou le parisien Louis Steinheil (1814-1885).
La participation de Francis Chigot à de nombreux salons et expositions constitue un moyen efficace de faire connaître sa production en dehors du Limousin. À partir de 1908, il est présent au Salon des artistes français, et participe au Salon des artistes décorateurs dès 1910, et au Salon d'automne en 1913. Il expose aussi au musée Galliera de 1910 à 1923.

### Période de la Reconstruction
Chigot assure les restaurations d'églises du nord de la France, détruites par les combats de la Première Guerre mondiale.
Entre 1927 et 1936, son atelier réalise les vitraux des églises de Sapignies, Boiry-Sainte-Rictrude, Graincourt-les-Havrincourt, Neuville-Saint-Vaast, Souchez, Carency, Dourges et Morval, dans le Pas-de-Calais. Entre 1926 et 1932, il clôt en Picardie les églises d'Aubvillers, Guyencourt, Rouy-le-Petit dans la Somme et Monceau-lès-Leups dans l'Aisne. Enfin dans le Nord, entre 1926 et 1933, il vitre la chapelle d'Armentières, Erquinghem-Lys, Wez-Macquart (La Chapelle-d'Armentières), les églises Saint-Joseph du Bizet et Saint-Roch à Armentières, La Bassée et Bauvin.
Au début des années 1920, la présence de Francis Chigot dans des expositions parisiennes (Salon des artistes décorateurs), nationales (Amiens, Lille) ou internationales (Exposition internationale des arts décoratifs et industriels modernes de 1925, Exposition coloniale internationale de 1931 à Paris), ainsi qu'à l'étranger (Exposition internationale de 1929 à Barcelone, Exposition permanente française de Montréal), renforce sa visibilité. Elle lui permet de s'ouvrir des perspectives outre-Atlantique.
Les succès proviennent aussi de l'implication de Francis Chigot dans la Société des artistes décorateurs ou les chambres syndicales des verriers et des artistes décorateurs. En 1933, il est en outre nommé conseiller du commerce extérieur français, et demeure membre actif de cette instance pendant plusieurs années, jusqu'à être nommé à vie en 1951.
En dépit des efforts — démarchage d'agents se mettant en rapport avec les architectes, voyages sur place —, le développement à l'étranger demeure toutefois poussif pendant plusieurs années. En 1937, le chantier de la cathédrale Sainte-Marie de Conakry, en Guinée alors française, marque une première ouverture effective sur l'Afrique.

### Les années 1939-1960
Entre 1939 et 1960, les chantiers de restauration occupent majoritairement l'atelier.
La restauration des verrières du XIIIe siècle de la cathédrale Saint-Pierre de Poitiers est confiée à Francis Chigot. Il réalise des compléments pour les verrières représentant l'histoire d'Isaac, l'exode de Moïse, de Balaam et des batailles de Josué (panneaux supprimés au XVIIIe siècle). Dans le volume du Congrès archéologique de 1951, Louis Grodecki loue la réalisation : « l'effet général de la restauration faite par le peintre-verrier Chigot est des plus réussis, l'harmonie colorée de chaque fenêtre étant rigoureusement respectée, de même que son ornementation et l'échelle des scènes ».
Si l'œuvre de l'atelier Chigot inonde les chantiers de vitraux en Limousin, d'autres artistes y laissent leur trace en parallèle, comme Henri Gesta (1864-1938), fils de Louis-Victor Gesta, ou Charles Borie (1877-1957), principalement en Corrèze.
Le 20 avril 1942, le Comité consultatif d'architecture des monuments historiques lui commande une baie d'essai pour l'abbatiale de Conques dans l'Aveyron. Le 3 avril 1944, ce comité approuve les conclusions de son rapporteur et « donne un avis favorable à l'exécution du projet présenté par M. Chigot. » Les vitraux dessinés par Pierre Parot et réalisés par Francis Chigot occuperont l'atelier jusqu'à l'année 1952.
La repose des vitraux dans les églises après la fin de la Seconde Guerre mondiale occupe grandement l'atelier Chigot, comme c'est le cas avec d'autres ateliers concurrents, comme Max Ingrand (1908-1969) ou Jean-Jacques Gruber (1904-1988),.
Les années 1950 sont marquées par de nouveaux projets en Amérique, et jalonnés de plusieurs expositions, à Chicago, Montréal, Los Angeles et Bogota. La contribution de sociétés commerciales chargées de la promotion du vitrail français à l'étranger (comme Le Vitrail Français) permet l'obtention de nouveaux marchés au Canada et aux États-Unis, mais la plupart échouent. Celle d'entreprises spécialisées dans les ornements d'églises (Cogné et Desmarais & Robitaille au Québec) apporte des résultats très mitigés.
Francis Chigot meurt le 17 mai 1960 à Limoges.

## Œuvres

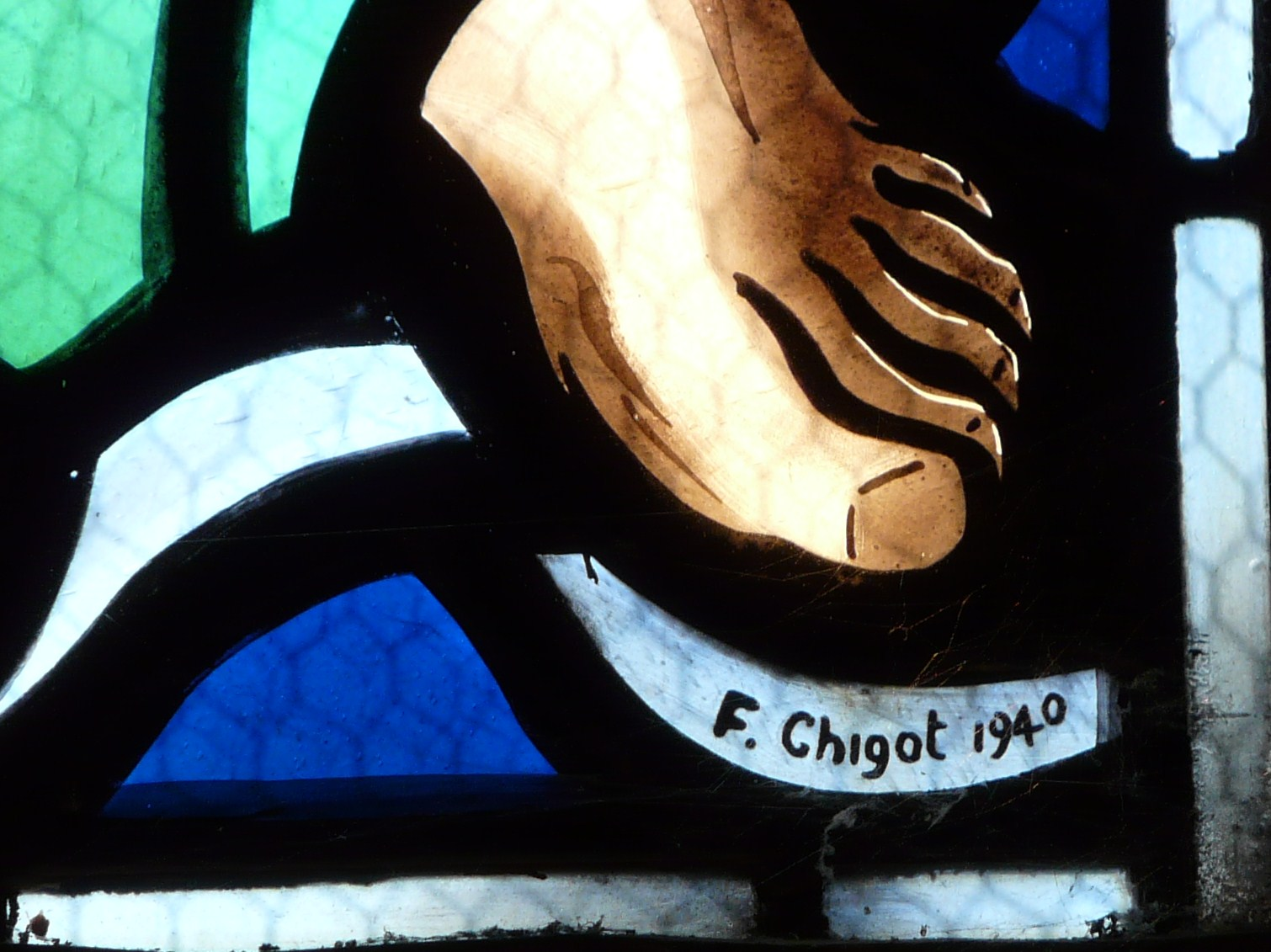
Signature de Francis Chigot sur un vitrail de l'église Notre-Dame-de-la-Paix de Ribérac.

On doit à Chigot de très nombreuses créations de vitraux pour des monuments, français et étrangers, mais aussi de multiples habitations privées ou installations provisoires. La plupart des édifices religieux de Limoges sont ornés de vitraux de sa production. Le Limousin constitue un territoire privilégié d'application, mais les œuvres de Chigot sont également nombreuses à Vichy, dans le nord et l'ouest de la France, et présentes à l'étranger (Algérie, Canada, États-Unis).
- Le Comptoir des Chemises et Accessoires, Limoges[23].
- Le Grand casino de Vichy (1911).
- Les vitraux de l'église Saint-Pierre et de la chapelle du Sacré-Cœur de Montluçon[24] (1914-1918).
- Attribuée à son père Léonard Chigot[25], Francis aurait réalisé la décoration intérieure du pavillon du Verdurier, ancien pavillon frigorifique à Limoges[26], avec l'aide de son dessinateur attitré Pierre Parot[27],[28].
- Les vitraux à La Chapelle-d'Armentières (1924-1926).
- Les verrières de la gare de Limoges-Bénédictins[29] (1924-1929).
- L'hôtel de ville de Vichy (1925).
- L'hôtel des Célestins à Vichy (aujourd'hui un collège, rue Gallieni) (1927-1929).
- Les verrières du Centre culturel Valery-Larbaud de Vichy[30], l'opéra de Vichy (1929).
- Les vitraux de la basilique Notre-Dame de Montréal (1929)[31].
- Les verrières de l'église paroissiale Saint-Vaast à La Bassée (1930)[32].
- Une verrière à Saint-Didier-la-Forêt (1933).
- L'église Notre-Dame-de-la-Paix de Ribérac (1935-1940)[33].
- Le vitrail du maître-autel de la chapelle Saint-Lazare de l'hôpital de Senlis, La Résurrection de Lazare peint par le peintre belge Georges Emile Lebacq (1936).
- Les vitraux de la basilique de la Visitation à Annecy (1941-1952)[34].
- Les vitraux de la chapelle Notre-Dame d'Arliquet à Aixe-sur-Vienne (1945), en remplacement des vitraux de Louis-Victor Gesta endommagés lors d'un bombardement en 1944[35].
- Les vitraux de l’église de Saint-Yrieix-sous-Aixe[36].
- Les vitraux du vestibule et de la salle capitulaire de la chartreuse Saint-Sauveur de Villefranche-de-Rouergue (1944-1945).
- Les vitraux de l'abbatiale Sainte-Foy de Conques (1945), ensuite remplacés par des vitraux de Pierre Soulages[37].
- Les vitraux de la basilique Notre-Dame-de-la-fin-des-Terres à Soulac-sur-Mer (1945).
- La restauration de verrières des cathédrales de Poitiers, de Bourges, de Clermont-Ferrand, de Moulins.
- Église d'Aïn Témouchent près d'Oran, en Algérie (1950-1951)[38].
- Les vitraux de l'église du nouveau village d'Oradour-sur-Glane (1953)[39].
- Église Sainte-Anne de Soulages-Bonneval dans l'Aveyron (1955)[40].
- Église du Petit-Goâve à Haïti[38].
- Saint Mary of the Presentation Catholic Church in Suffolk, Virginia, États-Unis.
- Cathédrale du Sacré-Cœur de Richmond (en), en Virginie (États-Unis) (1955-1957)[38].
- Les vitraux du prieuré de Millon, au 3 de la rue Eugène-Millon à Paris. Cet ensemble a été achevé dans les verreries de Limoges en 1960. Il s'agit d'un triptyque rénové en 2003, par l'apprenti Salvatore Muscati qui en a révélé la signature[réf. nécessaire].
- Le vitrail La Tapisserie à la Cité internationale de la tapisserie d'Aubusson[41].

## Postérité

### Descendance
En 1909, Francis Chigot épouse Élina Coursaget. D'extraction creusoise, fille d'un ancien cultivateur devenue entrepreneur en maçonnerie, elle est née en 1882 à Saint-Silvain-Bellegarde. De ce mariage naissent cinq enfants (un fils et quatre filles).
Sa fille Delphine Bureau-Chigot (1914-2001) fut peintre et pastelliste, et exposa en France et à l’étranger.
Martine Tandeau de Marsac, sa petite-fille, est historienne et ancien maire de la commune de Royères, près de Limoges.
Francis Chigot est également le grand-père maternel de l'ancien ministre socialiste Hubert Védrine, (né en 1947), qui préside l'Association Francis Chigot et l'Art du vitrail au XXe siècle.

### L'Atelier du Vitrail
À la suite de son décès en 1960, les ouvriers de son atelier fondent l'« Atelier du Vitrail » à Limoges, qui poursuit son œuvre.

### Valorisation du patrimoine
Entre mai et septembre 1949, l'œuvre de Chigot est valorisée dans le cadre de l'exposition « Quarante ans de vitrail limousin », présentée au musée municipal de Limoges,, et inaugurée par François Mitterrand, alors ministre de l'Information. 
Le musée des Beaux-Arts de Limoges, palais de L’Évêché expose en permanence une dizaine de verrières de Francis Chigot et son atelier, de la période Art nouveau à la période Art déco.
Plusieurs expositions consacrées à l'œuvre de Francis Chigot sont organisées après sa mort. Entre juin et octobre 1980, le musée municipal de l'Évêché à Limoges accueille cette fois une grande exposition rétrospective consacrée au travail de l'atelier Chigot. Depuis lors, le pavillon du Verdurier de Limoges recèle une collection de vitraux de Francis Chigot.
Entre octobre 2022 et février 2023, une grande exposition est organisée au musée des Beaux-Arts de Limoges. Reconnu « d'intérêt national », cet événement est prolongé d'un mois du fait de son succès, et ensuite déplacé à la Cité du Vitrail de Troyes.